# Nils Trybom
Nils Trybom, född 1716 i Söderköping, död 28 oktober 1765 i Linköping,  mästare 1748 i Linköping, var en svensk konsthantverkare och silversmed i Linköping.

## Biografi
Nils Trybom började som lärling hos Henrik Nourin i Norrköping 1735, blev gesäll 1740, övertog Anders Limnells verkstad 1747 och blev mästare 1748 i Linköping under ämbetet i Norrköping. Mästerstycke: kaffekanna.
Nils vann burskap i Linköping 1748. Han avled 1765.
Vid makens död övertog makan Margareta Iser verkstaden fram till 1769, då hon äktade silversmeden Magnus Wetterquist (1740-1771).

## Verk
- Skärkinds kyrka, Östergötland: Vinkanna 1752
- Ledbergs kyrka, Östergötland: Sockenbudstyg 1764
- Törnevalla kyrka, Östergötland: Sockenbudstyg
- Östergötlands länsmuseum, Linköping: Vinkanna 1761 och bägare & sked
- Nationalmuseum[3], Stockholm: Bägare
- Nordiska museet, Stockholm: Sked